# Tynecastle Park
Het Tynecastle Park is een voetbalstadion met plaats voor 20.099 toeschouwers in de Schotse hoofdstad Edinburgh. Het is sinds de ingebruikname in 1886 de thuisbasis van de voetbalclub Heart of Midlothian FC (Hearts). 

## Geschiedenis
Na de oprichting van Hearts in 1874 speelde de club eerst op verschillende locaties in the Meadows, Powburn en Powderhall. In 1881 verhuisde Hearts naar het westen van Edinburgh, naar Old Tynecastle in de buurt Gordie, buiten de stadsgrenzen. In de daaropvolgende jaren breidde de stad uit, waardoor Hearts haar stadion een stukje moest verplaatsen naar de huidige locatie; New Tynecastle, of Tynecastle Park. Het stadion werd op 10 april 1886 geopend met een vriendschappelijke wedstrijd tegen het Engelse Bolton Wanderers FC.
De eerste interland op Tynecastle Park vond plaats in 1892, toen Schotland met 6-1 won van Wales. Vanwege een sneeuwstorm bezochten slechts 1.200 toeschouwers deze interland. 
In de twintigste eeuw onderging het stadion verschillende verbouwingen en uitbreidingen. In 1903 werd een kleine tribune bijgebouwd en in 1906 volgende een forse uitbreiding, waarna het stadion 61.784 toeschouwers kon herbergen. In 1926 kocht Hearts het stadion, dat de eerste decennia gehuurd werd. In 1932 werd het toeschouwersrecord gevestigd, toen 53.396 bezoekers een wedstrijd tegen Rangers Football Club voor de Scottish Cup bezochten. Omdat het stadion inmiddels ingeklemd zet tussen andere gebouwen en nauwe straten, overwoog Hearts om te verhuizen naar het in 1925 geopende Murrayfield Stadium. Door het uitbreken van de Tweede Wereldoorlog gingen deze plannen echter de ijskast in. In het begin van de jaren '50 werden de houten tribunes vervangen door beton, in 1957 gevolgd door de installatie van lichtmasten. 
In de jaren '70 en '80 werd de capaciteit als gevolg van verscherpte veiligheidseisen teruggebracht naar 29.000 plaatsen, onder meer door veel staanplaatsen te vervangen door zitplaatsen. Verder aangescherpte regulering verplichtte Hearts in 1994 om alle overgebleven staanplaatsen door zitplaatsen te vervangen. In deze periode onderzocht de club ook de bouw van een compleet  nieuw stadion in het zuidoosten van de stad, maar het plan werd door het stadsbestuur verworpen. Als alternatief koos Hearts ervoor om Tynecastle Park te verbouwen. In 1994 werden de west- en noordzijde van het stadion gesloopt en vervangen door nieuwe tribunes. Later volgden de andere delen van het stadion. 
In 2005 werden de onderste rijen stoeltjes van twee tribunes verwijderd om ruimte te maken voor het vergroten van het veld, noodzakelijk om aan de UEFA-standaarden te kunnen voldoen. De totale capaciteit zakte daardoor naar 17.420 zitplaatsen. In het seizoen 2016-2017 startte Hearts een verbouwing van de hoofdtribune, waarna de capaciteit toenam tot het huidige aantal van ruim 20.000 zitplaatsen.

## Andere wedstrijden
Tynecastle Park is negen keer gebruikt als thuisbasis van het Schots voetbalelftal op het British Home Championship, vaak een wedstrijd tegen Wales. Deze wedstrijd sprak minder aan en hier kwam dan ook minder publiek op af, waardoor deze wedstrijd vaak buiten Glasgow werd gespeeld.
Na de Tweede Wereldoorlog besloot de Scottish Football Association dat alle wedstrijden van het Schots voetbalelftal op Hampden Park gespeeld zouden worden. Tegenwoordig speelt het Schotse vrouwenvoetbalelftal vaak op Tynecastle Park.

### Interlands
- 26 maart 1892  Schotland- Wales 6:1
- 3 maart 1906  Schotland- Wales 0:2
- 2 maart 1912  Schotland- Wales 1:0
- 14 februari 1925  Schotland- Wales 3:1
- 26 oktober 1932  Schotland- Wales 2:5
- 13 november 1935  Schotland- Ierland 2:1
- 9 november 1938  Schotland- Wales 3:2
- 10 oktober 1998  Schotland- Estland 3:2
- 27 mei 2003  Schotland- Nieuw-Zeeland 1:1

Tynecastle Park is verder gebruikt als neutraal terrein in de halve finales van de Scottish Cup en de Scottish League Cup. Verder zagen 28.555 toeschouwers op Tynecastle Park, op het Wereldkampioenschap U-17, het Schotse elftal met 1:0 winnen van Portugal, met Rui Costa en Luís Figo in de gelederen. Vervolgens verloor Schotland de finale van Saoedi-Arabië.

### Andere sporten
Het stadion is ook vier keer gebruikt als locatie voor rugbywedstrijden. In 1911 was er een oefenwedstrijd tussen Engeland en Australië, deze wedstrijd eindigde 11:11. 
Acht decennia later wilde de nieuw opgerichte Super League de sport promoten in Schotland waardoor er twee wedstrijden werden gespeeld op Tynecastle Park. In 1998 trok een wedstrijd tussen de London Broncos en Bradford Bulls meer dan 7.000 fans, terwijl het jaar erop Gateshead Thunder tegen Wigan Warriors speelde. In 2000, was Tynecastle Park gastheer in een Wereldkampioenschap rugby league-wedstrijd tussen Schotland en Samoa, 12:20.

## Galerij

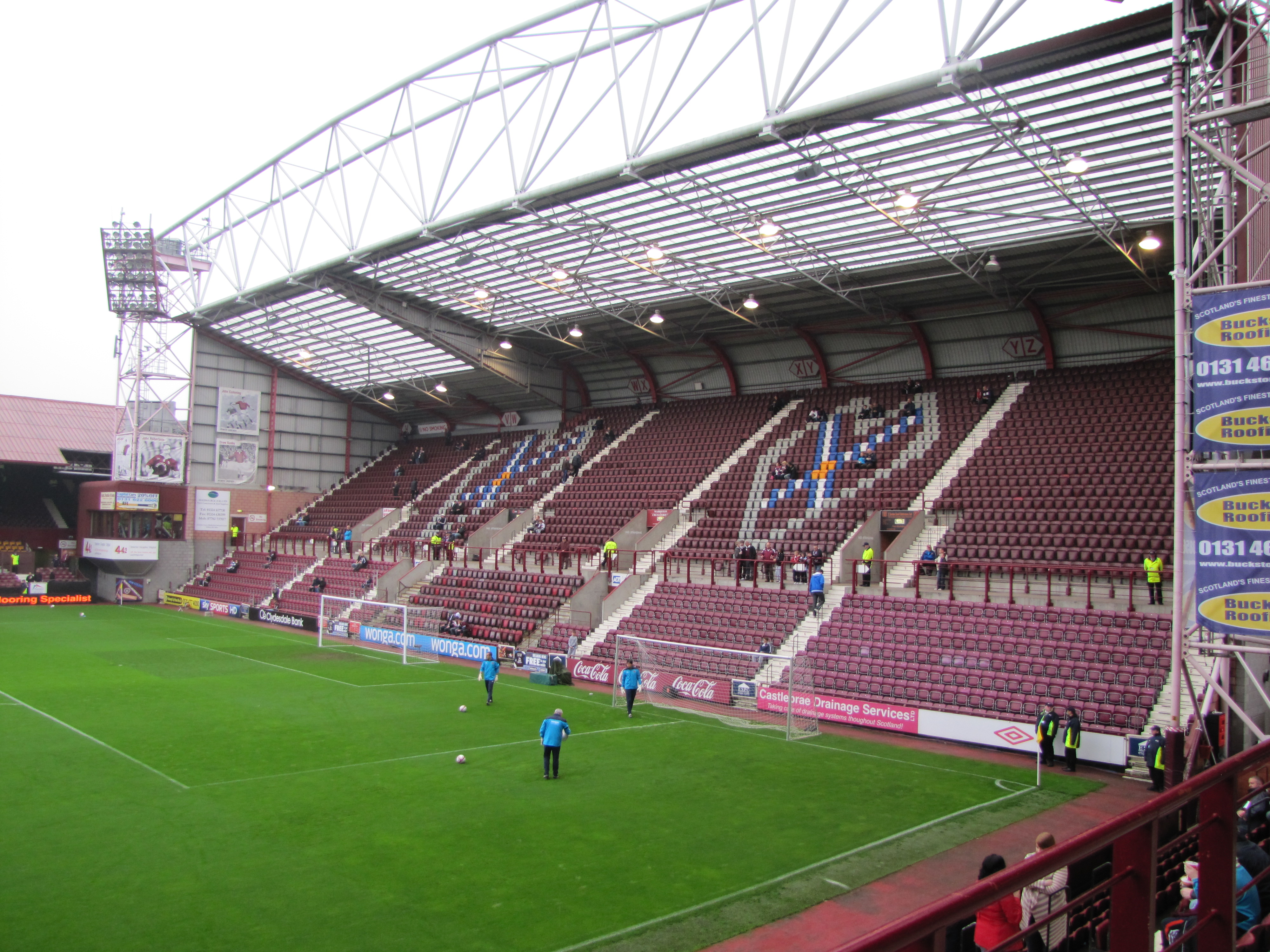
Gorgie Stand, 3.380 plaatsen
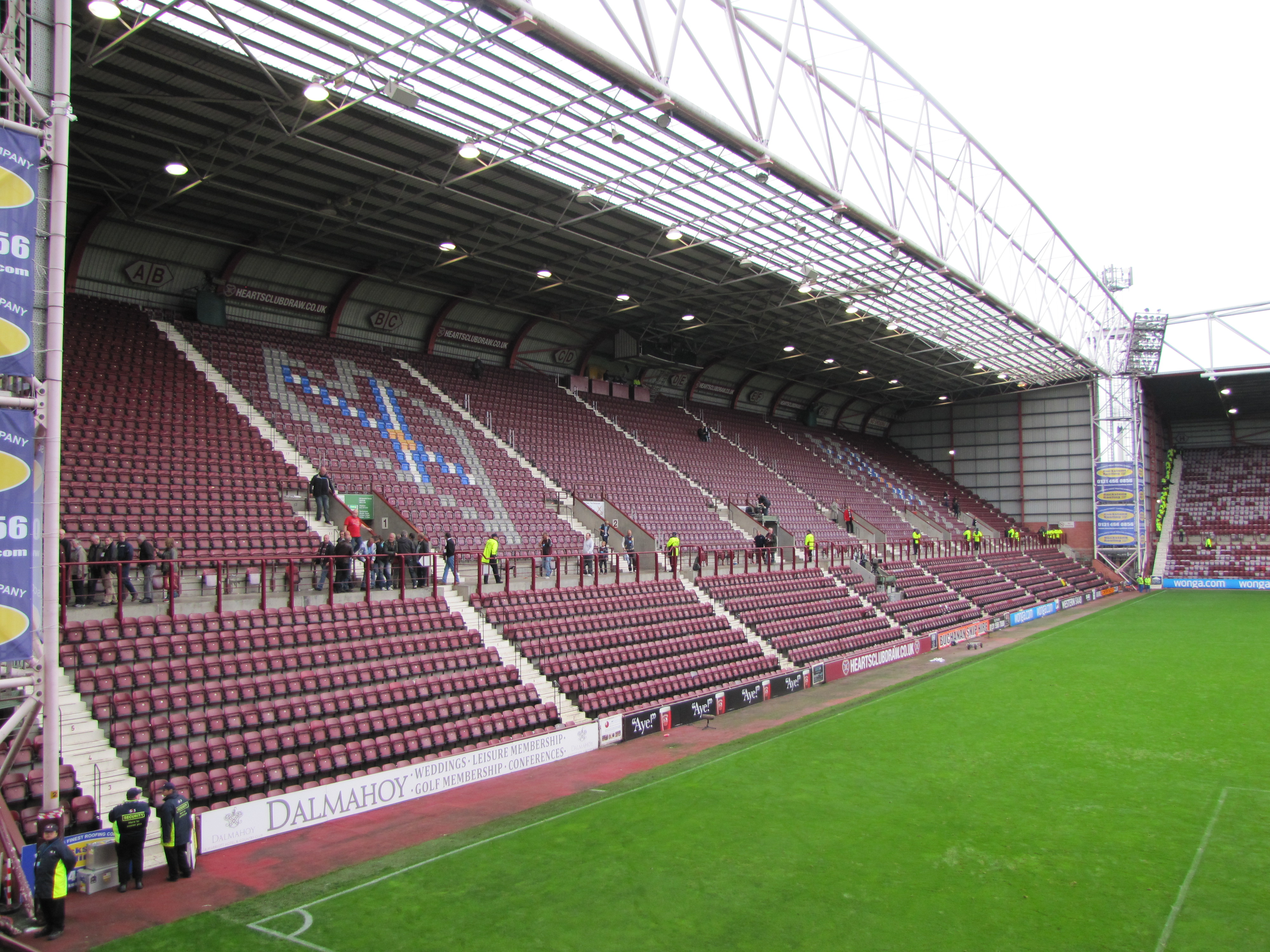
Wheatfield Stand, 6.239 plaatsen
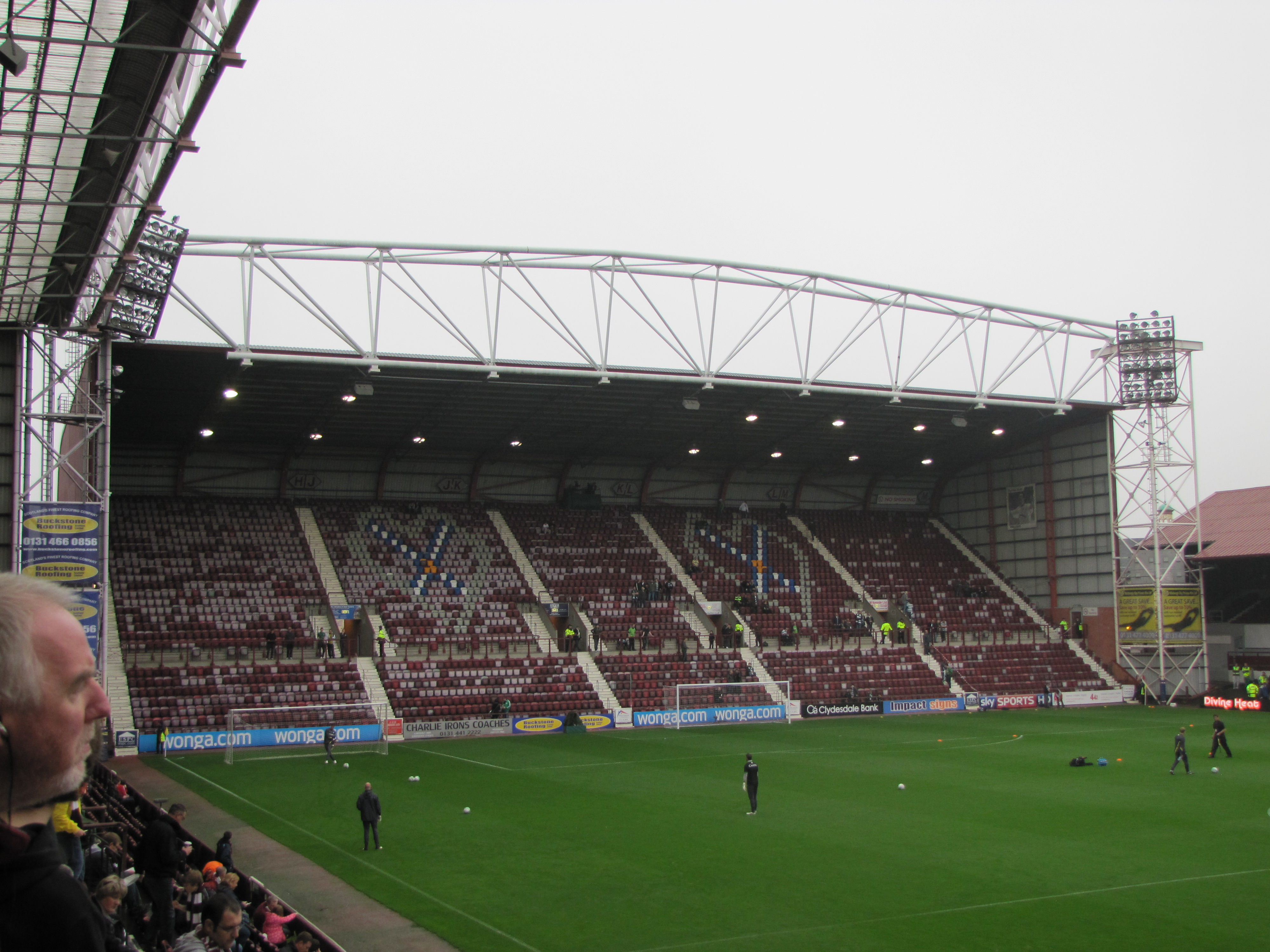
Roseburn Stand, 3.591 plaatsen
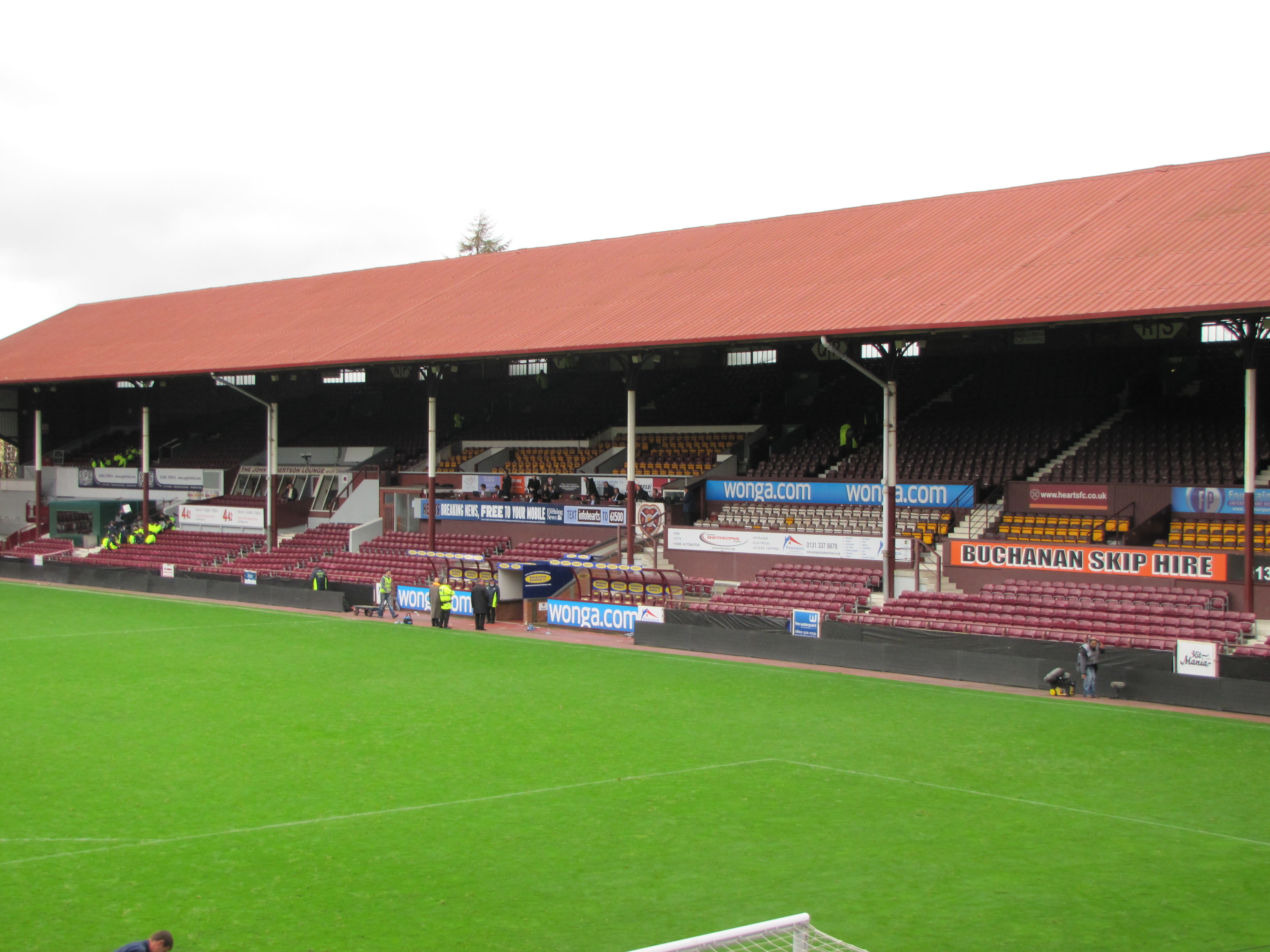
Old Main Stand Inmiddels afgebroken 4.385 plaatsen